# Hylocomiaceae
Hylocomiaceae, porodica pravih mahovina u redu Hypnales. Postoji desetak rodova

## Rodovi
1. Hylocomiadelphus Ochyra & Stebel
2. Hylocomiastrum M. Fleisch. ex Broth.
3. Hylocomium Schimp.
4. Hypnopsis (Kindb.) Podp.
5. Leptocladiella M. Fleisch.
6. Leptohymenium Schwägr.
7. Loeskeobryum M. Fleisch. ex Broth.
8. Macrothamnium M. Fleisch.
9. Miehea Ochyra
10. Neodolichomitra Nog.
11. Orontobryum Mitt. ex M. Fleisch.
12. Pleurozium (Sull.) Mitt.
13. Rhytidiadelphus (Limpr.) Warnst.
14. Rhytidiastrum Ignatov & Ignatova
15. Rhytidiopsis Broth.
16. Rhytidium (Sull.) Kindb.
17. Schofieldiella W.R. Buck